# 서울반도체
서울반도체는 발광 다이오드를 생산하는 대한민국의 전자 기업이다.

## 개요
서울반도체는 전 세계 LED(발광다이오드) 시장에서 LED패키지 매출 기준 4위에 오른 글로벌 기업이다.
서울반도체는 독자기술 제품으로 ‘아크리치(Acrich)’와 ‘엔폴라(nPola)’를 비롯해 Deep UV LED 제품 등과 같은 세계적인 LED 기술력과 생산능력을 보유하고 있다. 현재 10,000개 이상의 다양한 특허를 출원 혹은 확보하고 있다. 특히 아크리치와 Deep UV(자외선) LED 등은 세계에서 유일한 기술제품으로 알려져 있다. 서울반도체는 LED 한 분야만 20년 넘게 연구해온 기업으로, 매년 매출의 10%이상을 R&D에 투자한다고 한다.

## 크로스 라이센스
서울반도체는 2009년 2월 2일 고휘도 LED 시장 1위 업체인 일본 니치아社(Nichia)와 LED 및 레이저 다이오드 기술을 총 망라하는 크로스 라이선스 계약을 체결했다. 이로써 서울반도체와 니치아는 양사간에 진행되고 있던 특허에 관한 모든 소송 및 다른 모든 법적인 분쟁을 합의하였다. 또한 고휘도 LED 분야의 2위인 독일 오스람社(OSRAM)와 백색 및 가시광 LED 분야 관련 특허를 서로 제공하는 내용의 크로스 라이선스 계약을 체결한 바 있으며, 미국의 LED 기업인 크리社(CREE)와도 백색 LED 관련 특허를 공유하는 크로스 라이선스 계약을 체결했다.

## 자회사
서울반도체는 지난 2002년에는 LED 칩 제조 전문 업체인 ‘서울옵토디바이스’로 자회사를 설립하여
2013년에는‘SEOUL VIOSYS’ 로 회사명 변경, 현재는 LED 칩부터 패키징(Packaging) 및 모듈(Custom Module) 제작에 이르는 토탈 LED 솔루션을 고객사에 제공하고 있다. 다만 서울반도체는 고객사의 영역인 LED 조명용 전구 등 LED 조명 완제품 시장에는 진출하지 않는 것을 원칙으로 하고 있다. 현재 전 세계에 4개의 현지법인을 포함한 미주, 유럽, 중국 등 5대 생산거점, 40개 해외영업소, 그리고 150개의 대리점 망을 갖추고 있다.
또한 UV시장의 경우 서울바이오시스 글로벌 MS 1위로 독보적인 위치를 선점하고있다.

## 전망
전세계 LED 시장은 지속적으로 확대되고 있으나 과거 LED 강자 중에 Nichia와 서울반도체,광전자 등 일부 기업이 경쟁력을 유지하며 선전하고 있다. 향후 업계 구조조정이 가속화되는 과정에서 서울반도체의 입지가 강화될 것으로 예상된다"라고 밝혔다.
[키움증권]등은 서울반도체의 차별적인 수익성과 성장성은 조명과 차량용 매출의 높은 비중, 글로벌 스마트폰 고객 신규 진입 효과, WICOP 등 신제품의 경쟁력에 기반한다고 언급했다.